# Село имени Чапаева (Баткенская область)
Имени Чапаева  (кирг. Чапаев) — село в Лейлекском районе Баткенской области Кыргызстана. Административно относится к  Тогуз-Булакскому аильному округу.
Население — 525 человек (2022).